# 金面
金面，又稱金面山，是台灣宜蘭縣頭城鎮的一個傳統地域名稱。位於該鎮南半葉的西南部。相較於今日行政區，其範圍大致包括福成里西北部、金面里、金盈里、二城里東北半部。

## 歷史
台灣清治末期，金面地區為一街庄，稱為「金面庄」，隸屬於頭圍堡。該庄東南與下埔庄、中崙庄為鄰，西南與二圍庄為鄰，西北邊為九芎林庄，東北邊為福成庄、新興庄。
1901年（日治明治三十四年）11月，廢縣廳改設二十廳，該庄隸屬於宜蘭廳，編入第四區。1905年（明治三十八年）7月，第四區改名「二圍區」。1909年（明治四十二年）10月，合併二十廳為十二廳，該庄仍隸屬於宜蘭廳。1920年（大正九年），廢十二廳改設五州二廳，該庄改制為「福成」大字，隸屬於臺北州宜蘭郡頭圍庄，大字下有「大金面」、「小金面」小字名。
戰後頭圍庄改制為頭圍鄉，隸屬於臺北縣，大字亦改制為村。1946年9月，頭圍鄉更名為頭城鄉。1948年再改制為頭城鎮，村改制為里。1950年10月，北、基、宜分治，頭城鎮改隸屬於宜蘭縣。

## 聚落
本地區發展較早的聚落有上金面、大金面、小金面等，在日治期初期的官方地圖上已有記載。此外，本地區尚有白石湖、埔頂、石牌等聚落。

## 交通
國道5號又稱「北宜高速公路」，是橫跨台灣東西部的高速公路，大致以西北—東南繞大弧形轉北北東—南南西走向經過金面地區西部。境內未設交流道，但西南側不遠處省道台9線交會口附近設有頭城交流道。由該道路向北轉西北可前往坪林、石碇、南港並止於國道3號南港系統交流道，向南可前往達宜蘭、羅東、蘇澳等地。
省道台2庚線（青雲路二段～一段）是頭城至二城的幹線，大致以東北—西南走向經過本地區東南部邊界地帶。由該道路向東北可前往頭城市區南側並止於省道台2線路口，向西南可前往二城並止於省道台9線路口，亦可於該處連接國道5號頭城交流道。
省道台9線（北宜路二段～一段）又稱「東部幹線」，其中台北至二城的路段稱為「北宜公路」，大致以西北—東南走向由本地區西北部山區入境，經過「九彎十八拐」的多次髮夾彎道後下坡至平原上的小金面，並以東北—西南走向離開本地區。由該道路向西北可前往坪林、石碇、新店等地，向西南可前往礁溪、宜蘭、五結、羅東等地。
鄉道宜3線（宜三路二段～一段）是城西至二城的道路，大致以東北—西南走向轉北北東—南南西走向經過本地區中部偏南山腳地帶。由該道路向東北可前往頂福成、拔雅林、頭城市區西南側並止於開蘭路口，向南南西可前往二城並止於省道台9線路口。